# Ipueira
Ipueira là một đô thị thuộc bang Rio Grande do Norte, Brasil. Đô thị này có diện tích 127,347 km², dân số năm 2007 là 2051 người, mật độ 16,1 người/km².